# اسکات ویلسون (بازیگر)
اسکات ویلسون (انگلیسی: Scott Wilson؛ ۲۹ مارس ۱۹۴۲ – ۶ اکتبر ۲۰۱۸) بازیگر آمریکایی بود. وی از سال ۱۹۶۷ تا ۲۰۱۸ مشغول به فعالیت بود.
از فیلم‌هایی که وی در آن نقش داشته‌است، می‌توان به برادر الهی ما، پرل هاربر هیولا، میزبان، راه رفتن مرد مرده، پنج، جن‌گیر ۳، گوشت و استخوان، در کمال خونسردی، کودک دل‌شکسته، جرونیمو: یک افسانه آمریکایی، اسلحه‌های جوان ۲، کبوترهای سفالی، لمس کن و برو، زن اغواگر، قصه بلند، واق!، بدهکاران، پنجره باز و قاضی درد اشاره کرد. وی همچنین در مجموعه تلویزیونی آمریکایی مردگان متحرک ایفای نقش کرده بود.
وی در ششم اکتبر سال ۲۰۱۸ درگذشت.